# Daniel Brands
Daniel Brands (Deggendorf, 17 luglio 1987) è un ex tennista tedesco.
In carriera in singolare, è riuscito a conquistare sette tornei del circuito challenger. Nel 2010 è riuscito a raggiungere il quarto turno del torneo di Wimbledon venendo sconfitto dal ceco Tomáš Berdych, futuro finalista del torneo, con il punteggio di 6-4, 6(1)–7, 5-7, 3-6. In doppio, ha ottenuto la vittoria finale in tre tornei challenger.

## Statistiche

### Tornei minori

#### Singolare

##### Vittorie (13)
| Legenda        |
| Challenger (7) |
| Futures (6)    |

| Numero | Data             | Torneo                              | Superficie       | Sfidante in finale       | Punteggio        |
| 1.     | 22 maggio 2006   | SD Tour 2 2006, Most                | Terra rossa      | Jakub Hasek              | walkover         |
| 2.     | 28 luglio 2008   | Timișoara Challenger, Timișoara     | Terra rossa      | Daniel Muñoz de la Nava  | 6-4, 7–6(0)      |
| 3.     | 2 novembre 2009  | Bauer Watertechnology Cup, Eckental | Sintetico indoor | Dustin Brown             | 6-4, 6-4         |
| 4.     | 5 aprile 2010    | Mitsubishi Electric Cup, Monza      | Terra rossa      | Pablo Andújar            | 6(4)–7, 6-3, 6-4 |
| 5.     | 4 luglio 2011    | Oberstaufen Cup, Oberstaufen        | Terra rossa      | Andreas Beck             | 6-4, 7–6(3)      |
| 6.     | 27 novembre 2011 | IPP Open, Helsinki                  | Terra rossa      | Matthias Bachinger       | 7–6(2), 7–6(5)   |
| 7.     | 4 novembre 2012  | Bauer Watertechnology Cup, Eckental | Sintetico        | Ernests Gulbis           | 7–6(0), 6-3      |
| 8.     | 15 marzo 2015    | Switzerland F1 Futures, Trimbach    | Sintetico (i)    | Kirill Dmitriev          | 6-3, 6-3         |
| 9.     | 19 luglio 2015   | Austria F4 Futures, Kramsach        | Terra battuta    | Tom Kocevar-Desman       | 6-3, 6-4         |
| 10.    | 16 luglio 2017   | Austria F2 Futures, Kramsach        | Terra battuta    | Jeremy Jahn              | 7–6(5), 6-1      |
| 11.    | 15 aprile 2018   | Tunisia F14 Futures, Jerba          | Cemento          | Mateo Nicolas Martinez   | 7–6(3), 7-5      |
| 12.    | 22 aprile 2018   | Tunisia F15 Futures, Jerba          | Cemento          | Baptiste Crepatte        | 7–6(5), 6-1      |
| 13.    | 8 luglio 2018    | Guzzini Challenger, Recanati        | Cemento          | Adrián Menéndez Maceiras | 7–5, 6–3         |

#### Doppio

##### Vittorie (3)
| Legenda        |
| Challenger (3) |
| Futures (0)    |

| Numero | Data           | Torneo                      | Superficie  | Compagno           | Avversari in Finale        | Punteggio           |
| 1.     | 21 maggio 2007 | Fergana Challenger, Fergana | Cemento     | John-Paul Fruttero | Lukáš Rosol Martin Slanar  | 7–6(1), 7-5         |
| 2.     | 11 giugno 2007 | President´s Cup, Astana     | Cemento     | Adam Feeney        | Kamil Čapkovič Ivan Dodig  | 6-2, 6-4            |
| 3.     | 5 maggio 2008  | Ostdeutscher Cup, Dresda    | Terra rossa | Jun Woong-sun      | Ilija Bozoljac Dušan Vemić | 2-6, 7–6(4), [10-6] |